# Карел Лішка
Ка́рел Лі́шка (чеськ. Karel Liška; * 2 квітня 1914, Полтава, Російська імперія, тепер Україна — † 1987, Дайзендорф, Баден-Вюртемберг, ФРН) — чеський живописець, книжковий ілюстратор; напрямок творчості — реалізм. Навчався живопису в приватному порядку за участю художника Франтішека Єлінека. У  ранніх роботах також писав  портрети, пейзажі, натюрморти, оформлював декорації. Крім того, за допомогою синестезії при прослуховуванні музичних творів створював  абстрактні зображення — «фотізми». 

## З життєпису
Батьки Карела Лішки, музикант-віртуоз та оперна співачка, втекли до Праги після Першої світової війни. Там Карел закінчив середню школу у 1932 році і навчався до 1937 року в Технічному та Карловому університетах.
Після 1937 року був викладачем мистецтв, викладачем музики та професором Державної школи графіки.
Комуністична влада Чехії у 1948 році звільнила Лішку з роботи з політичних мотивів. У 1953 р. йому дозволили знову працювати в школі.
Після розгрому Празької весни Лішка емігрував до Федеративної республіки Німеччини. 
Починаючи від літа 1969 року був учителем малювання в середній школі Мерсбурга та проживав в Дайзендорфі. 
Карел Лішка є батьком чесько-німецького балетного танцівника Івана Лішки, який народився в 1950 році в Празі і є колишнім директором Баварського державного балету.

## Художня творчість
Творче і життєве кредо Карела Лішки: «знайти вічне в природі, відчути і виражати почуття гармонії та краси».
У 1937 році міністерство культури Чехії купило у митця «Ландшафт з гори Орла». Далі йдуть виставки, постановки та книжкові ілюстрації.
Після Другої світової війни він був одним із 122 засновників об'єднання нових художників ЧССР. На  післявоєнних виставках були представлені фотографії з Болгарії в Празі, фотографії з ЧССР в Стокгольмі, фотографії з Франції та Чехословацької республіки в Лулео (Швеція) та фотографії з Швеції в Празі.
Від 1970 року він демонстрував картину Боденського озера у Новому замку (Мерсбург), «музичні картинки» в Констанці. Також мав виставки у Швейцарії, Швеції, Франції та Ліхтенштейні. В список зображень виставки «Пам'яті професора Карла Лішки» з 9 травня 1997 року по 28 вересня 1997 року в мерії Дайзендорфа включені 93 картини олійними фарбами, акварелі, ліногравюри, літографії, гравюри і малюнки.
Його роботи «Сходи до міських воріт», «Зображення банку», «Настрій біля Боденського озера», «Велике стадо овець і пастухи в полі», «Літній день в країні» були продані на різних аукціонах по всьому світу.

## Пам'ять

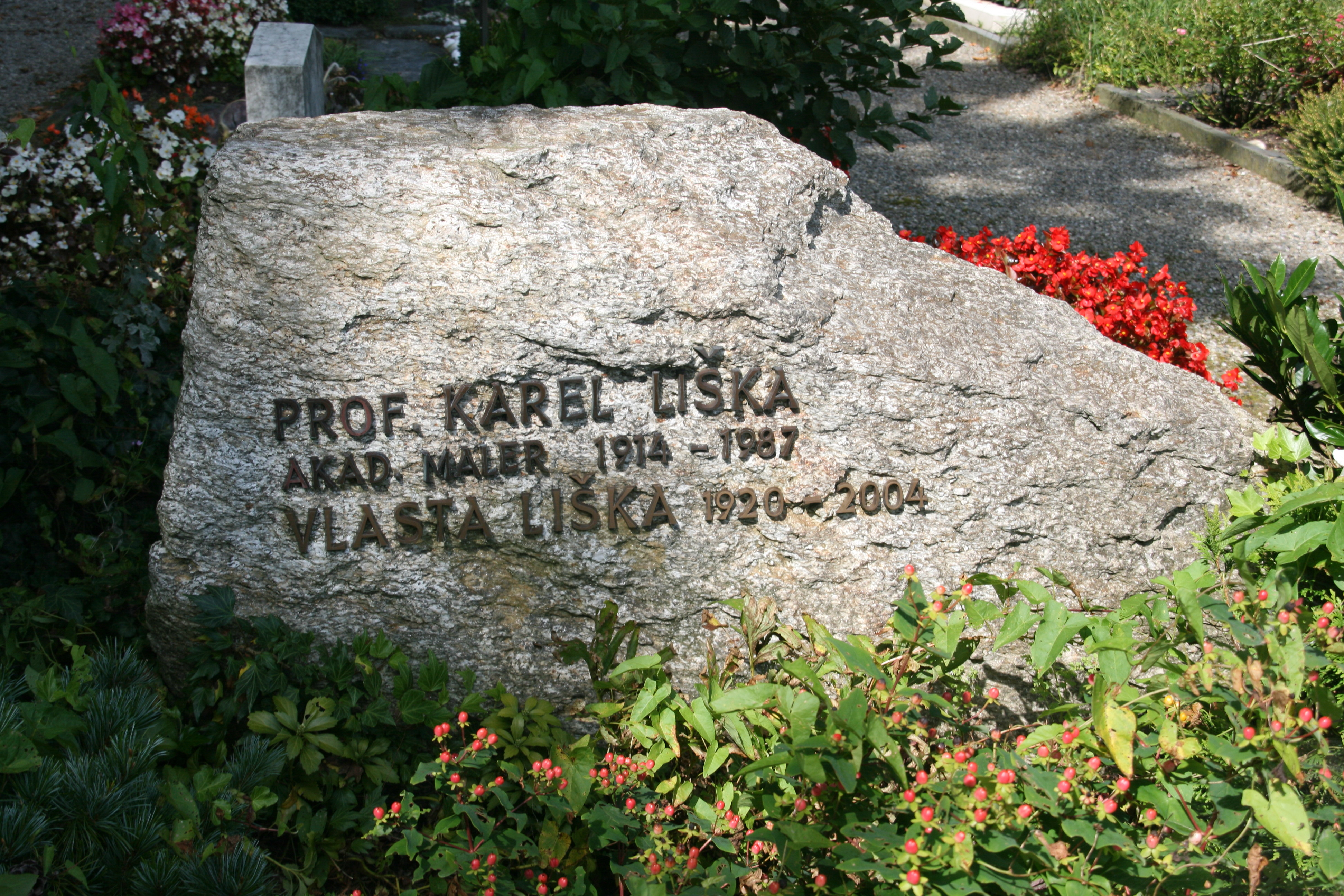
Могила Карела Лішки

Карел Лішка похований в південній частині нового цвинтаря  в Дайзендорфі. Надгробок виготовлений з необробленого природного каменю. За доброї видимості з цього місця можна побачити Боденське озеро та передгір'я Альп, як і на деяких його картинах.